# Třída Kotor
Třída Kotor byla třída fregat Jugoslávského námořnictva. Celkem byly postaveny dvě jednotky této třídy. Po rozpadu socialistické Jugoslávie a zániku jugoslávského námořnictva obě plavidla převzalo nástupnické námořnictvo Svazové republiky Srbska a Černé Hory. Po vyhlášení nezávislosti Černé Hory obě fregaty získalo její námořnictvo, které je po demontáži protilodních střel používá jako velké hlídkové lodě.

## Stavba
Fregaty třídy Kotor byly stavěny podle domácího projektu v loděnicích Uljanik v Pule a Kraljevica v Kraljevici.
Jednotky třídy Kotor:
| Jméno                    | Založení kýlu | Spuštěna | Vstup do služby   | Status       |
| ------------------------ | ------------- | -------- | ----------------- | ------------ |
| P-33 (ex Kotor, Zagreb)  | 1981          | 1984     | 29. prosince 1986 | vyřazen 2019 |
| P-34 (ex Pula, Novi Sad) | 1983          | 1986     | 25. února 1988    | vyřazen 2019 |

## Konstrukce
Výzbroj a elektronika plavidel byla převážně sovětského původu. Hlavňovou výzbroj tvoří dva 76,2mm kanóny AK-726 ve věži na přídi a dva 30mm dvoukanóny AK-230. Údernou výzbroj tvoří čtyři protilodní střely P-15 Termit (v kódu NATO SS-N-2C). Dále plavidlo dostalo vypouštěcí zařízení protiletadlových řízených střel 4K33 Osa-M (v kódu NATO SA-N-4), dvě čtyřnásobná vypouštěcí zařízení protiletadlových řízených střel 9K32 Strela-2 (v kódu NATO SA-N-5) a dva vrhače raketových hlubinných pum RBU-6000. Pohonný systém je koncepce CODAG. Tvoří jej Plynová turbína a dva diesely. Nejvyšší rychlost dosahuje 27 uzlů.